# Fouch (Automobilhersteller)
Fouch war ein US-amerikanischer Hersteller von Automobilen.

## Unternehmensgeschichte
James R. Fouch hatte bereits bei der Morrow-Mercury Motor Car Company und der Perfex Company Erfahrungen im Automobilbau gesammelt. Er betrieb ab 1914 eine mechanische Werkstätte in Los Angeles in Kalifornien. Er stellte einige Automobile her, die als Fouch vermarktet wurden. 1915 endete die Produktion.

## Fahrzeuge
Im Angebot stand ein Kleinwagen. Ein wassergekühlter Vierzylindermotor trieb über ein Dreiganggetriebe und eine Kardanwelle die Hinterachse an. Das Fahrgestell hatte 254 cm Radstand und 142 cm Spurweite. Die Karosserie war ein offener Roadster mit Platz für zwei Personen. Die Höchstgeschwindigkeit war mit 72 km/h angegeben. Der Neupreis betrug 495 US-Dollar.